# Solar Impulse
Solar Impulse è il progetto di un velivolo quadrimotore ad ala alta, giunto alla seconda fase di realizzazione in Svizzera, presso il Politecnico Federale di Losanna.
Il velivolo Solar Impulse è caratterizzato dalla possibilità di librarsi senza combustibile in quanto alimentato ad energia solare. Lo scopo finale del progetto è quello di dimostrare la possibilità di circumnavigare il globo terracqueo in 20-25 giorni. 

## Progetto
Bertrand Piccard diede il via al progetto Solar Impulse nel 2003, ma da allora il team è cresciuto fino a divenire un gruppo di lavoro multi-disciplinare di una cinquantina di specialisti provenienti da sei nazioni, assistiti da circa 100 consulenti esterni.
I promotori del progetto sono Piccard, Luigino Torrigiani e Brian Jones.
Bertrand Piccard, in particolare, è il figlio di Jacques Piccard, il primo uomo a scendere sul fondo della Fossa delle Marianne, impresa compiuta a bordo del batiscafo Trieste. Lo stesso Bertrand è stato protagonista di imprese da record: fu uno dei due componenti del primo equipaggio umano a compiere il giro del mondo non-stop a bordo di un pallone aerostatico. Lo scopo del progetto Solar Impulse è quello di ripetere l'impresa con un velivolo a energia solare.
Il primo velivolo, denominato ufficialmente HB-SIA, è un monoposto capace di decollare con i propri mezzi e progettato per sostenersi in volo con i propri mezzi per una durata pressoché infinita. 
A seguire è stato realizzato HB-SIB, noto come Solar Impulse 2, un po' più grande del primo. Sulla base dell'esperienza fatta con il suo predecessore, HB-SIB dovrebbe essere in grado di circumnavigare il globo in 20–25 giorni.
Tra il 7 e l'8 luglio 2010, il velivolo si è mostrato in grado di volare per 24 ore, mantenendosi in volo durante la notte grazie alla carica accumulata durante il giorno.
Il 13 maggio 2011 è stato protagonista di un viaggio durato 13 ore da Payerne a Bruxelles.

## Prototipo HB-SIA
Il Solar Impulse è stato presentato per la prima volta al pubblico il 26 giugno 2009, nella località svizzera di Dübendorf.

### Primo volo dell'HB-SIA
Dopo essere stato sottoposto a prove in manovre di rullaggio, il primo vero test è stato il 3 dicembre 2009, con un breve volo di 350 m di lunghezza, ai comandi del pilota Markus Scherdel. André Borschberg, co-leader del team di progetto, ha dichiarato al New Scientist:"È stato un momento indimenticabile. Il velivolo si è sollevato a circa un metro da terra, compiendo un volo di circa 350 metri – lo scopo non era di salire in quota ma di atterrare sulla stessa pista a una certa velocità, in modo da metterne alla prova la controllabilità e avere una prima sensazione delle sue caratteristiche di volo." Ha aggiunto poi che l'aereo si è comportato proprio come gli ingegneri avevano sperato. "È la fine della fase ingegneristica e l'inizio della fase delle prove di volo."

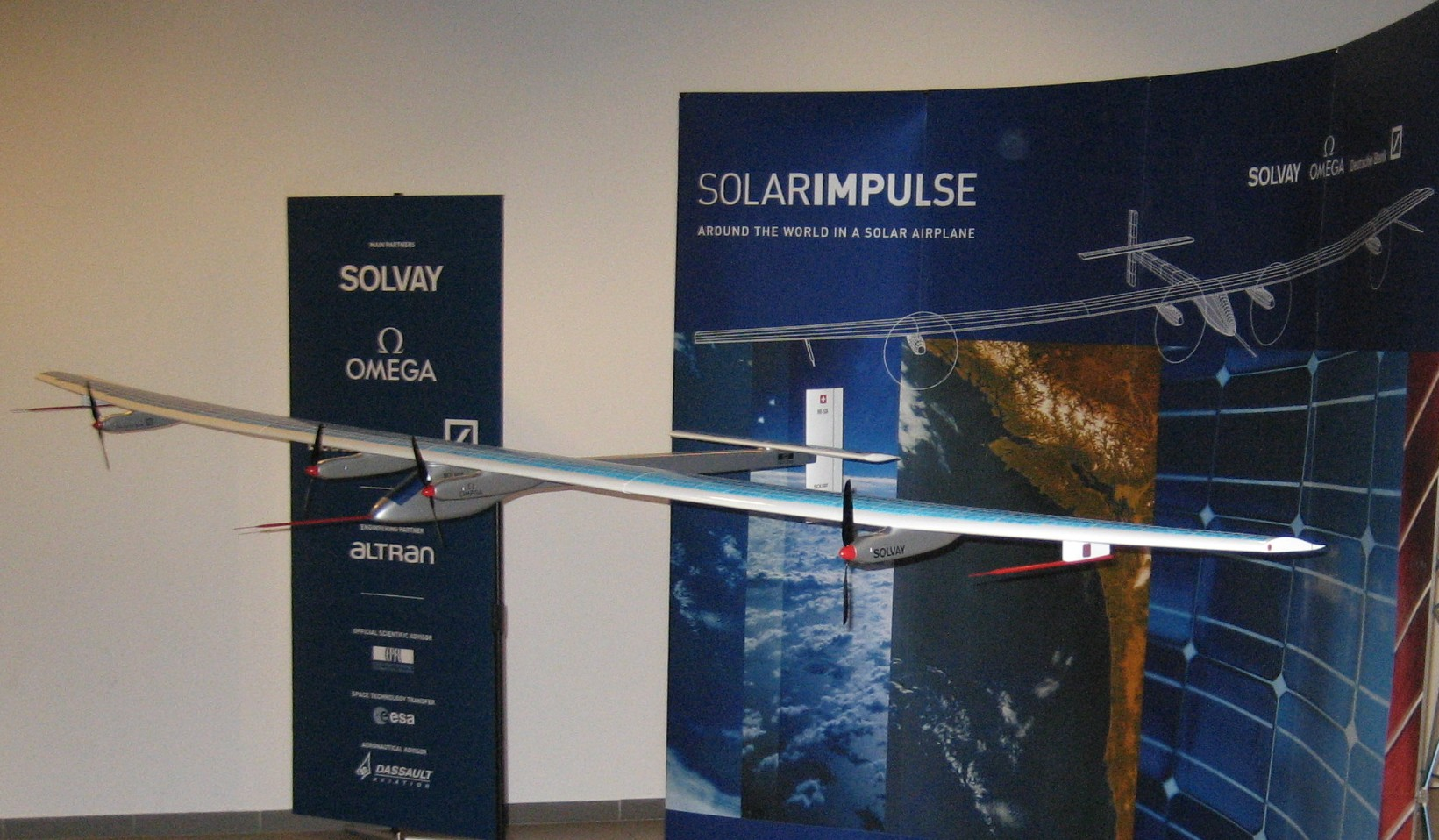
Modellino del Solar Impulse

### Secondo volo dell'HB-SIA
Il 7 aprile 2010, l'HB-SIA ha sostenuto un nuovo e più intenso test, effettuando un volo di due ore, condotto dal pilota collaudatore Markus Scherdel. Il volo, con base all'aeroporto militare di Payerne, in Svizzera, ha avuto lo scopo di mettere alla prova l'attitudine del velivolo ultraleggero a mantenere una traiettoria di volo rettilinea.

### Primo volo di 24 ore
Il 7 luglio 2010, il prototipo HB-SIA è partito per un tentativo di volo di 24 ore. L'aeroplano, pilotato da André Borschberg, è decollato alle 6:51 a.m. Central European Summer Time (UTC+2) da un campo di aviazione di Payerne, in Svizzera. Ha fatto ritorno per l'atterraggio il mattino seguente alle ore 9:00 a.m., ora locale.

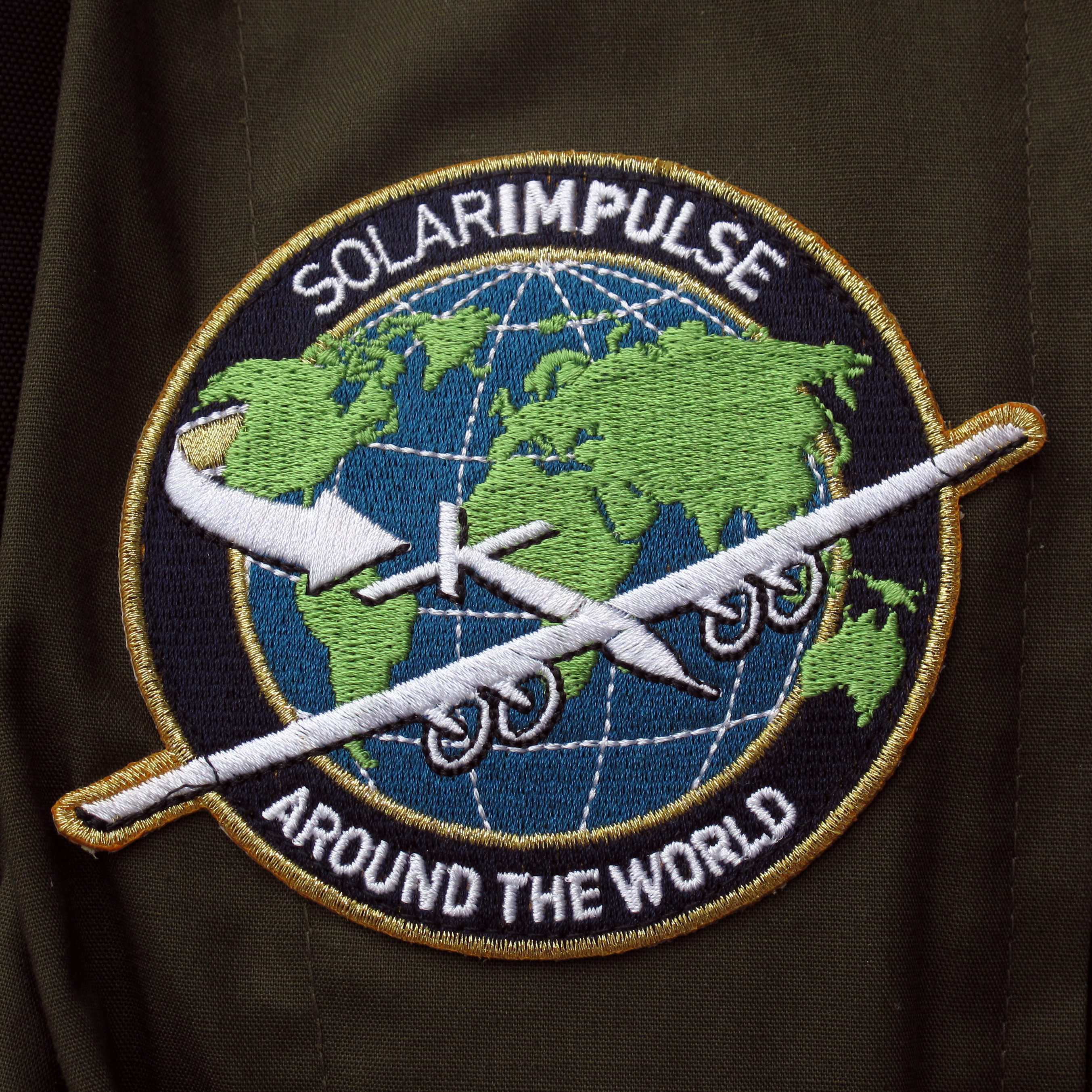
Coccarda del Solar Impulse

Il velivolo ha raggiunto una quota massima di 8700 m, la più alta mai registrata da un aeroplano alimentato a energia solare
Il suo volo è stato anche il primo della durata di 24 ore per un velivolo solare. Secondo quanto riferito dal team del Solar Impulse, poiché le 12 000 celle solari sono in grado di ricaricare le batterie scariche durante il volo diurno, il velivolo monoposto, almeno in linea teorica, è in grado di sostenersi in volo indefinitamente, senza necessità di atterraggi per rifornimenti di energia.

### Quarto volo dell'HB-SIA
Il 13 maggio 2011 l'aereo ha scavalcato il confine nazionale svizzero, arrivando in Belgio, compiendo così il primo volo internazionale dell'HB-SIA.
L'aereo è partito alle 8:40 da Payerne, dopo vari controlli tecnici necessari per il velivolo, data la mancata pressurizzazione e le molte ore di volo per il pilota.
Le misure di sicurezza per gli altri velivoli sono state restrittive: 900 metri di distanza verticale e 8 km se sono sullo stesso livello del Solar Impulse.
Il velivolo segue la rotta di volo che lo porta a sorvolare Francia e Lussemburgo per arrivare infine a Bruxelles.

Senza intoppi, l'aereo arriva a destinazione 12 ore e 59 minuti dopo, alle 21:39.

### Caratteristiche tecniche del prototipo HB-SIA
HB-SIA è solo un progetto dimostrativo, dotato di una cabina di pilotaggio non pressurizzata e con una limitata quota di tangenza.

### Dati tecnici

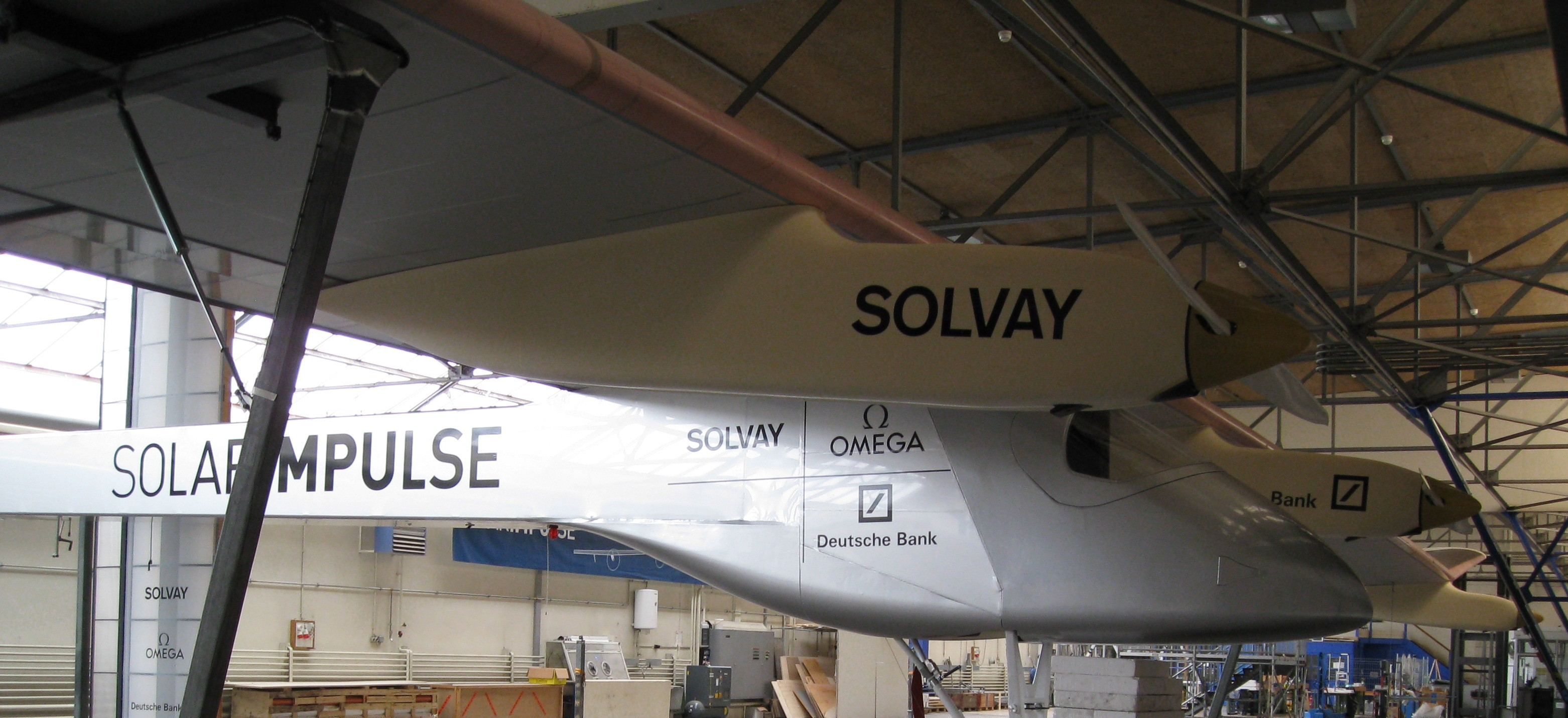
HB-SIA: fusoliera e motore

#### Dettagli del progetto
L'aeroplano ha un'apertura alare pari a quella di un Airbus A340. Sotto l'ala vi sono quattro navicelle, ciascuna delle quali contiene un insieme di accumulatori litio-polimero, un motore da 10 hp e un'elica a due pale. Per mantenere la sua caratteristica ultraleggera, si è utilizzata una struttura personalizzata a nido d'ape, realizzata con un sandwich di fibra di carbonio.

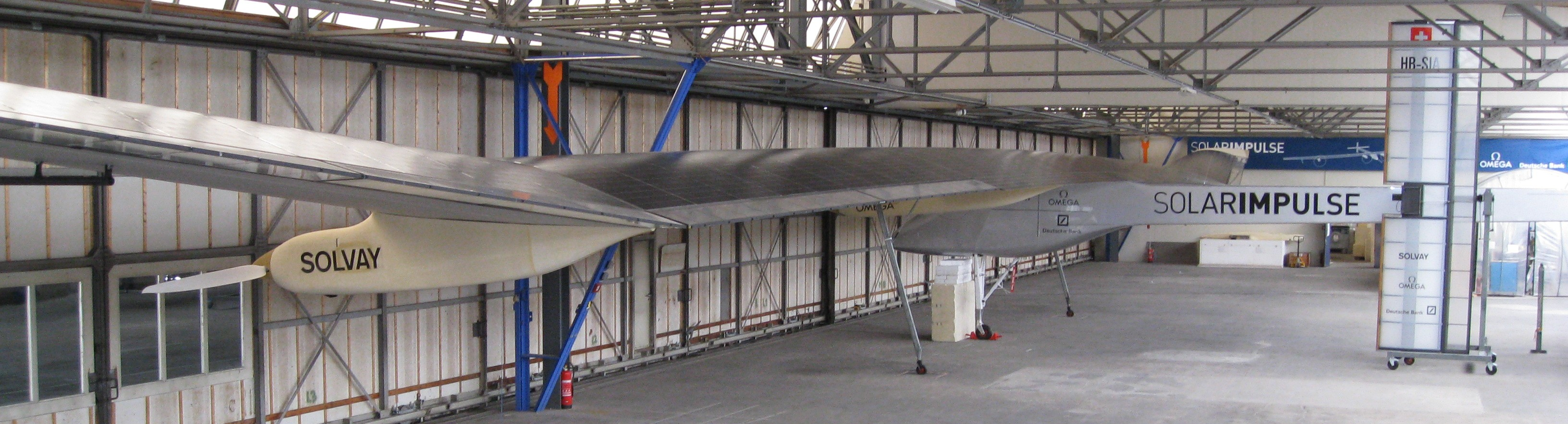
L'apparato alare di HB-SIA

La generazione dell'energia occorrente al volo è affidata, durante il giorno, alle celle fotovoltaiche poste sulla superficie superiore dell'ala e sulla coda. L'energia così generata viene spesa in parte per far volare l'aereo e in parte per ricaricare le batterie in modo da permettere il volo anche di notte. Il vincolo di progetto più stringente del progetto è dato proprio dalla capacità degli accumulatori al litio polimero. In un arco di 24 ore, in condizioni ideali, il suo apparato propulsore eroga una potenza media di 8 HP (6 kW), all'incirca la stessa usata dal Flyer dei fratelli Wright nel 1903.

## Seconda fase: il velivoloSolar impulse 2- (HB-SIB)

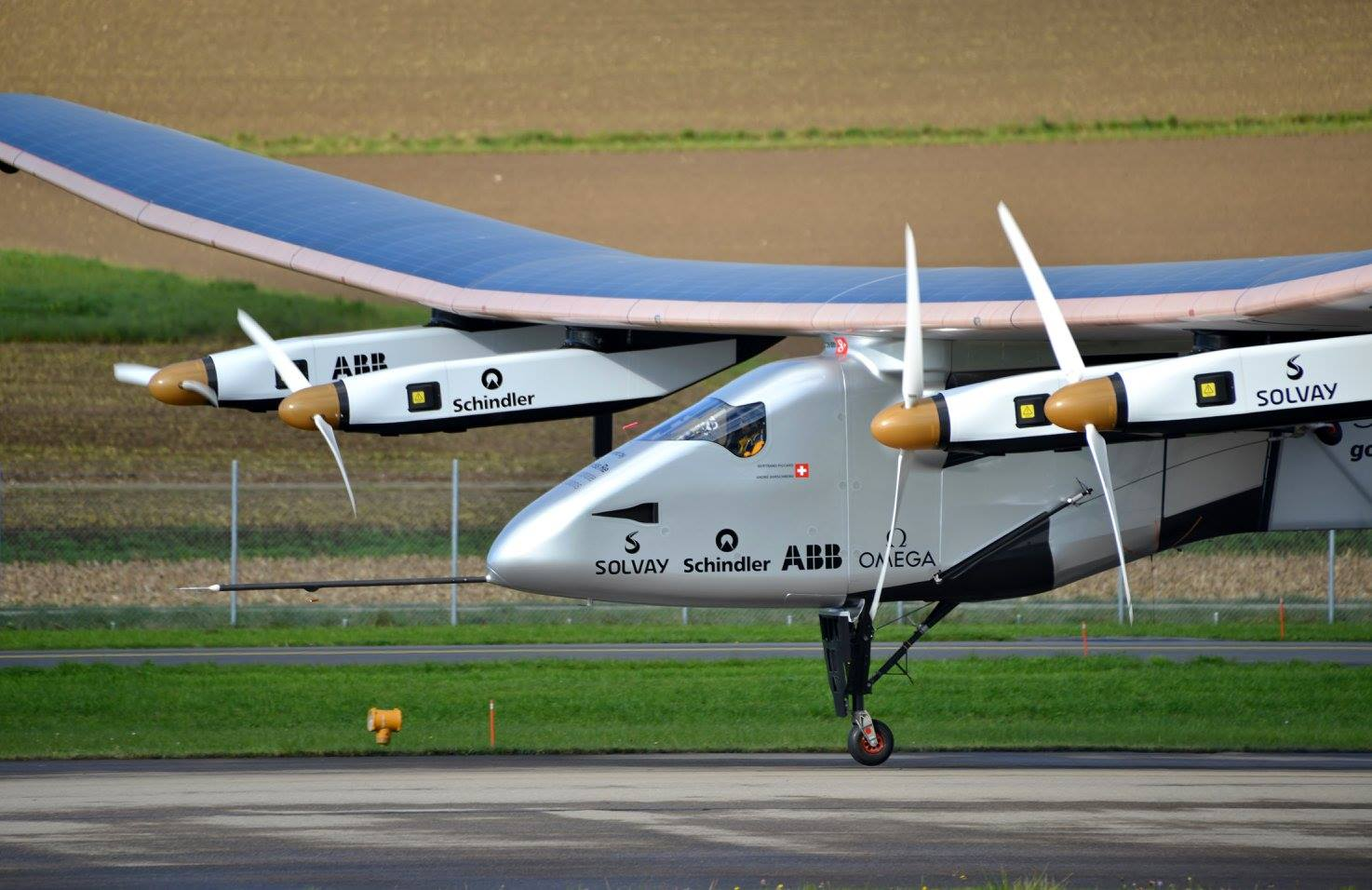
Solar Impulse 2 alla base aerea di Payerne nel novembre 2014

La costruzione del secondo velivolo, noto come Solar Impulse 2 (codice di registrazione svizzero HB-SIB) è iniziata nel 2011. Il completamento era inizialmente previsto per il 2013, con una circumnavigazione del globo di 25 giorni prevista per il 2014. Tuttavia, un cedimento strutturale del longherone principale del velivolo, verificatosi durante la prove statiche nel luglio 2012, ha provocato ritardi nel programma dei test di volo. Il primo volo del Solar Impulse 2 è stato effettuato alla base aerea di Payerne il 2 giugno 2014 con ai comandi ancora il pilota collaudatore Markus Scherdel.
L'apertura alare di HB-SIB è di 72 m, superiore a quella di un Jumbo Jet 747 e di poco inferiore a quella di un Airbus A380, il più grande aereo passeggeri di linea nel mondo.
Il velivolo, per motivi di peso non è dotato di cabina pressurizzata, ma è dotato di un sistema di erogazione di ossigeno supplementare, e vari supporti ambientali (tute termiche, ed isolamento della cellula), per permettere al pilota di avere un ambiente tollerabile ad una quota di volo di 8 500 m(27 900 ft).

### Circumnavigazione
Decollato da Abu Dhabi il 9 marzo 2015, il team ha previsto di completare il giro intorno al mondo facendo ritorno alla città araba con un'ultima tappa dall'Europa (o dal nord Africa), provenendo da New York. La traiettoria di volo è stata prossima all'equatore, ma si è svolta essenzialmente nell'emisfero nord. 
Inizialmente programmati cinque scali per permettere l'avvicendamento dei piloti, ognuno dei quali doveva essere impiegato in volo dai tre ai quattro giorni, un limite imposto dalla massa dell'aeromobile, si è poi arrivati a diciassette tappe delle quali la più lunga, da Nagoya alle Hawaii di 7212 km, ha comportato un volo, condotto da Borschberg, della durata di 4 giorni, 21 ore e 52 minuti, dal 28 giugno al 3 luglio 2015.

### Tabella di marcia già assolta
- 2003: Studio di fattibilità all'EPFL - École polytechnique fédérale de Lausanne.
- 2004-2005: Sviluppo dell'idea.
- 2006: Simulazione di voli largo raggio.
- 2006-09: Prototipo.
- 2009: Primo volo del prototipo.
- 2010: Test di volo del prototipo
- 2010: primo volo giorno/notte (portato a termine tra il 7 e l'8 luglio)
- 2012: primo volo intercontinentale da Madrid a Rabat effettuato il 5 giugno
- 2013: Attraversamento degli Stati Uniti con HB-SIA, effettuato dal 3 maggio al 6 luglio
- 2014: Primo volo del Solar Impulse 2
- 9 marzo 2015 - 23 luglio 2016: Volo di circumnavigazione terrestre

### Rotta della circumnavigazione
| Leg    | Inizio               | Origine                                 | Destinazione                            | Tempo di volo                | Distanza | Velocità media | Altitudine massima | Pilota        |
| ------ | -------------------- | --------------------------------------- | --------------------------------------- | ---------------------------- | -------- | -------------- | ------------------ | ------------- |
| 1      | 9 Marzo 2015 03:12   | Abu Dhabi, Emirati Arabi Uniti          | Mascate Oman                            | 13 ore 1 min                 | 772 km   | 59.2 km/h      | 6383 m             | A. Borschberg |
| 2      | 10 Marzo 02:35       | Mascate, Oman                           | Ahmedabad, India                        | 15 ore 20 min                | 1593 km  | 103.9 km/h     | 8874 m             | B. Piccard    |
| 3      | 18 Marzo 01:48       | Ahmedabad, India                        | Varanasi, India                         | 13 ore 15 min                | 1170 km  | 88.3 km/h      | 5182 m             | Borschberg    |
| 4      | 18 Marzo 23:52       | Varanasi, India                         | Mandalay, Birmania                      | 13 ore 29 min                | 1536 km  | 113.9 km/h     | 8230 m             | Piccard       |
| 5      | 29 Marzo 21:06       | Mandalay, Birmania                      | Chongqing, Cina                         | 20 ore 29 min                | 1636 km  | 79.9 km/h      | 8634 m             | Piccard       |
| 6      | 20 Aprile 22:06      | Chongqing, Cina                         | Nanjing, Cina                           | 17 ore 22 min                | 1384 km  | 79.7 km/h      | 4270 m             | Piccard       |
| 7      | 30 Maggio 18:39      | Nanjing, Cina                           | Nagoya, Giappone                        | 44 ore 9 min                 | 2942 km  | 66.6 km/h      | 8634 m             | Borschberg    |
| 8      | 28 Giugno 18:03      | Nagoya, Giappone                        | Kalaeloa, Hawaii, Stati Uniti           | 117 ore 52 min               | 8924 km  | 75.7 km/h      | 8634 m             | Borschberg    |
| 9      | 21 Aprile 2016 16:15 | Kalaeloa, Hawaii, Stati Uniti           | Mountain View, California, Stati Uniti  | 62 ore 29 min                | 4086 km  | 65.4 km/h      | 8634 m             | Piccard       |
| 10     | 2 Maggio 12:03       | Mountain View, California, Stati Uniti  | Phoenix, Arizona, Stati Uniti           | 15 ore 52 min                | 1113 km  | 70.2 km/h      | 6706 m             | Borschberg    |
| 11     | 12 Maggio 11:05      | Phoenix, Arizona, Stati Uniti           | Tulsa, Oklahoma, Stati Uniti            | 18 ore 10 min                | 1570 km  | 86.4 km/h      | 6706 m             | Piccard       |
| 12     | 21 Maggio 09:22      | Tulsa, Oklahoma, Stati Uniti            | Dayton, Ohio, Stati Uniti               | 16 ore 34 min                | 1199 km  | 72.4 km/h      | 6401 m             | Borschberg    |
| 13     | 25 Maggio 08:02      | Dayton, Ohio, Stati Uniti               | Lehigh Valley Pennsylvania, Stati Uniti | 16 ore 49 min                | 1044 km  | 62.2 km/h      | 4572 m             | Piccard       |
| 14     | 11 Giugno 03:18      | Lehigh Valley Pennsylvania, Stati Uniti | New York, New York, Stati Uniti         | 4 ore 41 min                 | 265 km   | 56.6 km/h      | 915 m              | Borschberg    |
| 15     | 20 Giugno 06:30      | New York, New York, Stati Uniti         | Siviglia, Spain                         | 71 ore 8 min                 | 6765 km  | 94.3 km/h      | 8534 m             | Piccard       |
| 16     | 11 Luglio 04:20      | Siviglia, Spain                         | Cairo, Egitto                           | 48 ore 50 min                | 3745 km  | 76.7 km/h      | 8534 m             | Borschberg    |
| 17     | 23 Luglio 2016 23:28 | Cairo, Egitto                           | Abu Dhabi, Emirati Arabi Uniti          | 48 ore 37 min                | 2694 km  | 55.4 km/h      | 8534 m             | Piccard       |
| Totale |                      |                                         |                                         | 558 ore 7 min (23.25 giorni) | 42428 km | 76.0 km/h      | 8874 m             |               |

Note:

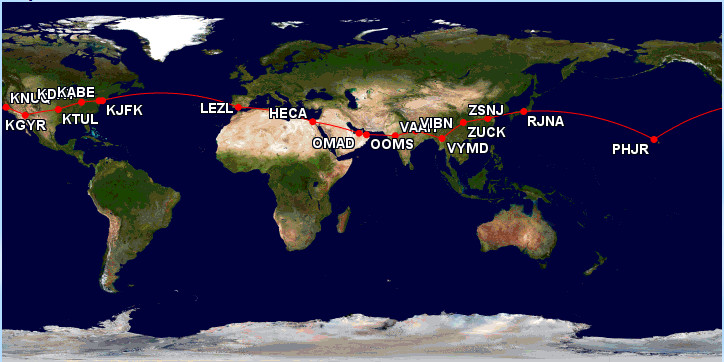
Il percorso compiuto dal Solar Impulse 2

- La Leg 7 era pianificata come un volo di 144 ore da Nanjing, Cina alle Hawaii (9132 km). Il peggioramento del meteo ha costretto ad una deviazione a Nagoya, Giappone.[24]

### Partnership e patrocini
Il progetto è in parte finanziato da società private come Solvay, Omega SA, Deutsche Bank, Schindler, Bayer MaterialScience (divisione del gruppo Bayer), Altran Technologies, il Gruppo Prysmian e Swisscom. Il Politecnico Federale di Losanna, l'Agenzia Spaziale Europea (ESA) e la Dassault forniscono la necessaria competenza scientifica e aeronautica. Le celle fotovoltaiche di Solar Impulse sono progettate e realizzate da SunPower.
Da aprile 2008, il progetto Solar Impulse beneficia anche del patrocinio della Commissione europea.

## Sviluppi futuri
Una volta migliorata l'efficienza delle batterie, si potrà beneficiare di una riduzione del peso, il che, si prevede, permetterà una circumnavigazione non-stop, senza scali, con un equipaggio composto da due persone.